# Prêmio Enrico Fermi

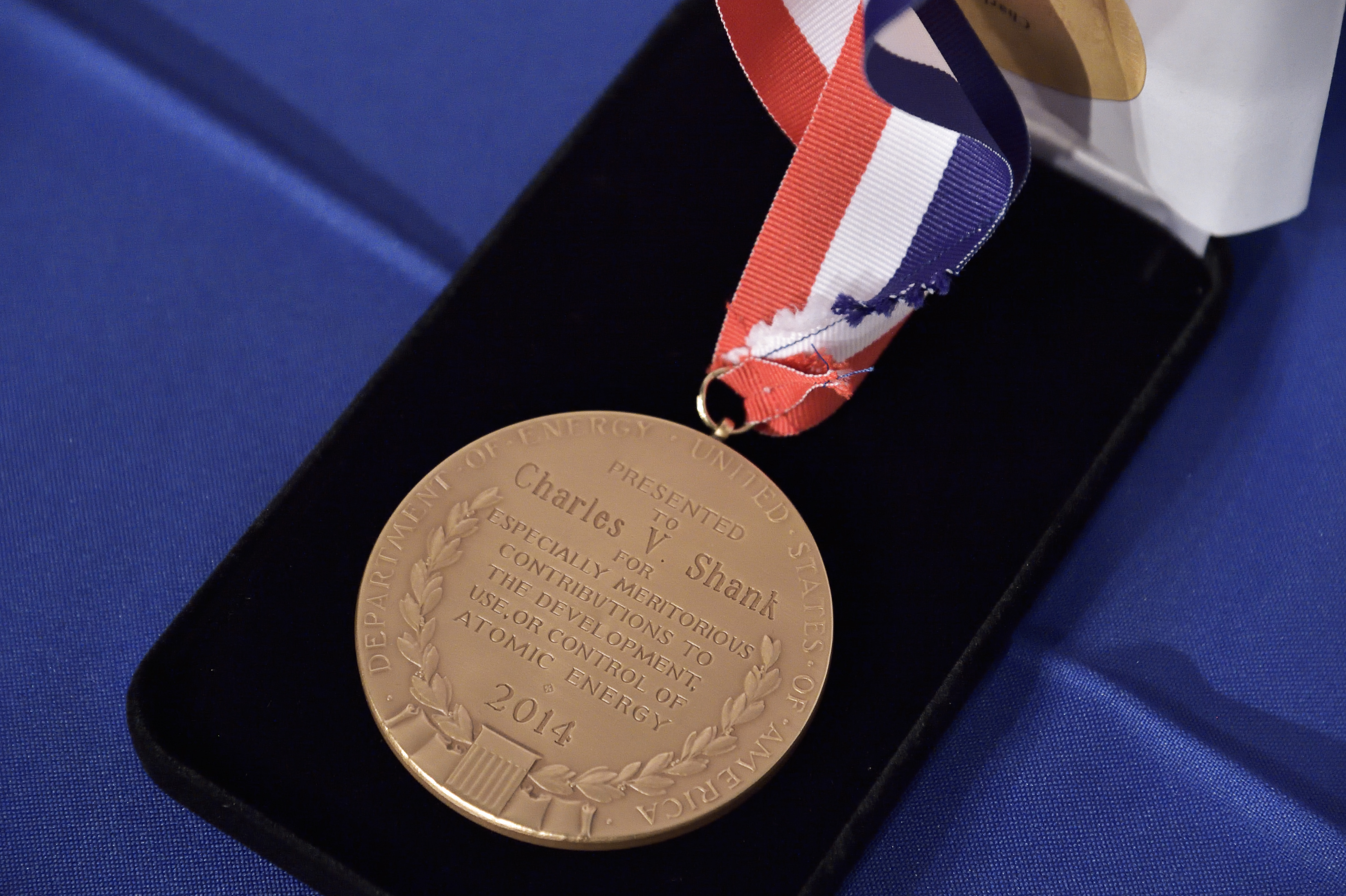
Representação do Prêmio Enrico Fermi recebido por Charles Shank em 2014

O Prêmio Enrico Fermi, concedido anualmente pela Comissão de Energia Atômica dos Estados Unidos (em inglês: United States Atomic Energy Commission (AEC)), é destinado a pessoas que contribuíram para o desenvolvimento, utilização e controle da energia nuclear.

## Agraciados[1]
| Ano  | Nome                                               | Ano  | Nome                                                 | Ano  | Nome                                              | Ano  | Nome                                   |
| 1956 | John von Neumann                                   | 1957 | Ernest Orlando Lawrence                              | 1958 | Eugene Paul Wigner                                | 1959 | Glenn Theodore Seaborg                 |
| 1961 | Hans Bethe                                         | 1962 | Edward Teller                                        | 1963 | Robert Oppenheimer                                | 1964 | Hyman Rickover                         |
| 1966 | Otto Hahn Lise Meitner Fritz Straßmann             | 1968 | John Archibald Wheeler                               | 1969 | Walter Henry Zinn                                 | 1970 | Norris Bradbury                        |
| 1971 | Shields Warren Stafford Warren                     | 1972 | Manson Benedict                                      | 1976 | William Lawson Russell                            | 1978 | Wolfgang Panofsky Harold Agnew         |
| 1980 | Rudolf Peierls Alvin Weinberg                      | 1981 | Wilfrid Bennett Lewis                                | 1982 | Herbert Anderson Seth Neddermeyer                 | 1983 | Alexander Hollaender John H. Lawrence  |
| 1984 | Robert Rathbun Wilson George Vendryes              | 1985 | Norman Rasmussen Marshall Rosenbluth                 | 1986 | Ernest Courant Milton Stanley Livingston          | 1987 | Luis Walter Alvarez Gerald Tape        |
| 1988 | Richard B. Setlow Victor Weisskopf                 | 1990 | George Cowan Robley Dunglison Evans                  | 1992 | Harold Brown John Stuart Foster Leon Max Lederman | 1993 | Liane Russell Freeman Dyson            |
| 1995 | Ugo Fano Martin Kamen                              | 1996 | Mortimer Elkind Hubert Rodney Withers Richard Garwin | 1998 | Maurice Goldhaber Michael Edward Phelps           | 2000 | Sheldon Datz Sidney Drell Herbert York |
| 2003 | John Norris Bahcall Raymond Davis Jr. Seymour Sack | 2005 | Arthur Rosenfeld                                     | 2009 | John Bannister Goodenough Siegfried Hecker        | 2012 | Mildred Dresselhaus Burton Richter     |
| 2013 | Allen Joseph Bard Andrew Sessler                   | 2014 | Claudio Pellegrini Charles Vernon Shank              | 2023 | Darleane C. Hoffman Gabor A. Somorjai             |      |                                        |